# Bart on the Road
«Bart on the Road» (с англ. — «Барт на дороге») — двадцатый эпизод седьмого сезона мультсериала «Симпсоны». Впервые вышел в эфир 31 марта 1996 года.

## Сюжет
Сеймур Скиннер вынужденно закрывает гимназию на день раньше весенних каникул и отправляет учеников на «день похода на работу вместе с родителями» ради поездки в Гонконг. Мардж отправляет Барта в ДМВ к Пэтти и Сельме, а Лиза идёт к Гомеру на электростанцию. В ДМВ Барт делает себе фальшивые водительские права и вместе с Милхаусом, Нельсоном и Мартином берёт в прокат автомобиль за 600 долларов, выигранные Мартином на фондовой бирже. Мальчики говорят родителям, что будут в Канаде на Национальном Грамматическом Родео, а сами едут в Ноксвилл на большую ярмарку с гигантской Солнечной Сферой. В Ноксвилле они узнают, что ярмарка проводилась 14 лет назад, а сама Сфера теперь используется как склад париков. Также на машину мальчиков обрушилась Сфера и у них закончились деньги.
Барт решил позвонить Лизе, провёдшей все каникулы с Гомером, чтобы узнать, как вернуться в Спрингфилд бесплатно. Лиза предлагает им стать курьерами. Тогда парни с помощью прав Барта зарегистрировались курьерами, и их отправили доставить человеческие глаза в Гонконг. Но это не помогло, и Лизе пришлось рассказать Гомеру о проблемах Барта, которые вызывают у Гомера приступ ругани. Гомер звонит на Окриджскую электростанцию неподалёку от местонахождения мальчиков и заказывает новую панель командной безопасности для Спрингфилдской электростанции (и намеренно проливает содовую на старую) и Барт-курьер вместе с друзьями в ящике возвращаются домой.
Всё бы было ничего, да только Мардж, единственной из всех, которая не знала о поездке Барта, сначала позвонил директор Скиннер, который видел Барта в Гонконге, а потом полиция штата Теннесси, нашедшая разбитую машину Барта, и курьерская контора, которая дала Барту задание доставить почки в Амстердам.